# Убегающая звезда
Убегающая звезда (англ. runaway star) — звезда, которая движется с аномально высокой скоростью по отношению к окружающей межзвёздной среде. Собственное движение подобной звезды часто указывается именно относительно звёздной ассоциации, членом которой она когда-то должна была быть, прежде чем была выброшена из неё. Наше Солнце является лишь одной из 400 миллиардов звёзд в нашей галактике — Млечный Путь. Галактика вращается медленно, совершая один оборот за 250 миллионов лет. Большинство звёзд в Млечном Пути идут в ногу с его медленным вращением: скорость Солнца, например, относительно других звёзд составляет 19,4 км/с. Но в Галактике существуют и «убегающие звёзды»: их скорость относительно других звёзд составляет до 200 км/с. Около 10-30 % звёзд спектрального класса О и 5-10 % всех звёзд спектрального класса В обладают скоростями подобного порядка. Все они — относительно молодые жители Галактики — возрастами до 50 млн лет, и за это время они проходят в пространстве относительно небольшие расстояния — от сотен парсек до нескольких килопарсек, поэтому иногда представляется возможным определить скопление, в котором они родились.
Самая большая скорость в нашей галактике известна у звёзд S5-HVS1 (1700 км/с) и US 708 (1200 км/с).

## Убегающие звёзды и головная ударная волна

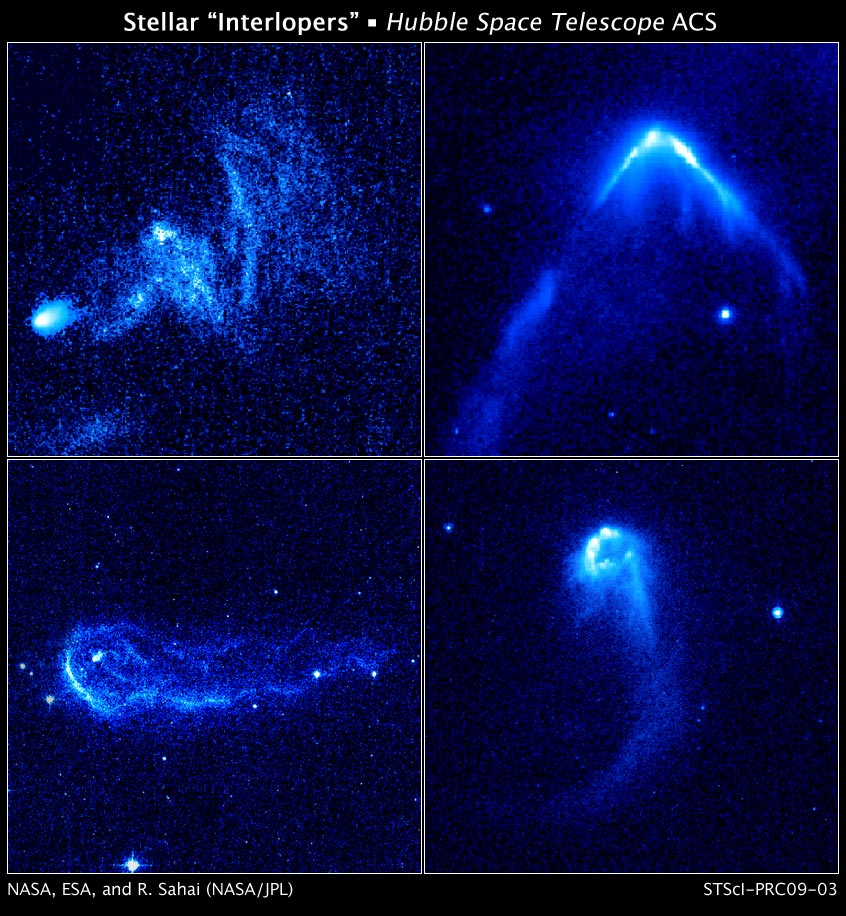
Изображения убегающих звёзд, сделанные космическим телескопом Хаббл в период с октября 2005 по июль 2006 года. Источник: NASA

Некоторые убегающие звёзды производят головную ударную волну сжатого вещества, которая очень похожа на головную волну вокруг лодки, плывущей по воде. Эта волна имеет ту же физическую природу, что и ударная волна, создаваемая реактивным истребителем в воздухе. Когда звезда-беглец движется с большой скоростью через межзвёздную среду (очень тонкую смесь газа и пыли) со сверхзвуковой скоростью, то межзвёздное вещество становится заметно в виде головной ударной волны. Термин «Сверхзвуковая скорость» означает, что скорость движущегося объекта выше, чем скорость звука в окружающей среде. В то время как в нижнем слое атмосферы Земли эта скорость составляет около 330 м/с, то в почти пустом межзвёздном пространстве её значение примерно 10 км/с[уточнить]. Таким образом, обнаружение головной ударной волны вокруг OB-звезды означает, что она движется со сверхзвуковой скоростью, и тем самым её можно надёжно идентифицировать как убегающую звезду, даже если её скорость не была измерена непосредственно.

## Близкие убегающие звёзды и их основные характеристики
На расстоянии 750 пк от Солнца известно 56 убегающих звёзд. Эти звёзды почти не отличаются от остальных звёзд дисковой составляющей Галактики по всем своим параметрам, кроме высокой пространственной скорости. Четыре звезды из этой группы обладают массой выше 25 солнечной (для этих звёзд масса определяется по виду спектра с не очень высокой точностью):
| Название | Масса, M⊙ | Скорость, км/с |
| -------- | --------- | -------------- |
| ξ Персея | 33        | 65             |
| HD 64760 | 25-35     | 31             |
| ζ Кормы  | 67        | 62             |
| λ Цефея  | 40-65     | 74             |

Сейчас предполагается, что такие звёзды образуются либо при динамической эволюции скоплений и ассоциаций в которых они родились (наиболее вероятная причина — тесное тройное сближение), либо в результате распада двойной системы при взрыве сверхновой, когда бегущая звезда получает начальный импульс при взрыве звезды-компаньона.
В то время как теоретически возможны оба механизма, астрономы на практике обычно склоняются к гипотезе взрыва сверхновой. Р. Хугерверт (R. Hoogerwerf) и его коллеги, из Лейденской обсерватории в Нидерландах, использовали данные, полученные спутником Hipparcos, чтобы проследить во времени движение 56 убегающих звёзд и нашли доказательства в поддержку обеих теорий. Авторы проследили движение этих звёзд в Галактике и для большинства из них (в том числе для всех 4 массивных) нашли когда и из какой ассоциации эти звёзды вылетели, а также какой из двух возможных механизмов выброса действовал для каждой конкретной звезды (большинство звёзд было выброшено при распаде двойных). Скорее всего все четыре массивные убегающие звезды приобрели свою высокую пространственную скорость в результате взрывов сверхновых в двойных системах. Авторы приводят несколько аргументов в пользу такого вывода:
- Эти звёзды очень массивные. Для того, чтобы быть выкинутыми из скопления (ассоциации) им надо было пролететь вблизи не намного менее массивных звёзд. Иначе, по закону сохранения импульса, выброшенными из системы оказались бы именно менее массивные звёзды. А столь массивных звёзд очень мало — это прямое следствие закона Солпитера. Близкий пролёт нескольких массивных звёзд оказывается чрезвычайно редким событием, по сравнению с достаточно редкими тесными тройными сближениями звёзд малых масс.
- Массивные звёзды живут всего несколько миллионов лет. Этот факт накладывает на описанное редкое событие дополнительное ограничение — сближение должно успеть произойти пока массивные звёзды не взорвались как сверхновые.
- Эти звёзды летят со скоростями в несколько раз выше дисперсии скоростей тех ассоциаций, в которых они родились. Сам по себе этот факт ничему не противоречит, после удачного тесного сближения звёзды могут приобретать достаточно высокие скорости. Однако это происходит только в редких случаях, средняя величина приобретаемой в таких процессах скорости существенно ниже. Таким образом с очень большой вероятностью каждая из этих четырёх звёзд входила в состав достаточно тесной массивной двойной системы и приобрела свою пространственную скорость после её распада из-за взрыва сверхновой[7].

Определение процентного соотношения первого и второго механизма в формировании убегающих звёзд накладывает сильные ограничения на теории формирования скоплений и эволюции звёзд. Численное моделирование, проделанное в 2000 году, показало, что число убегающих звёзд может помочь определить, например, число рождавшихся двойных пар в скоплениях. Радиальные скорости измерены всего для одной трети звёзд О-В каталога Hipparcos. По имеющимся данным можно сказать, что оба механизма примерно равнозначны. С ростом количества убегающих звёзд, для которых будет определены скорость и положение в пространстве, можно будет найти их родительские скопления, а также возраст и их начальные скорости.

### Убегающая звездаα Жирафа
Звезда находится в созвездии Жирафа и удалена от Земли на четыре тысячи световых лет. Её масса превышает массу Солнца в 25-30 раз, она в пять раз горячее Солнца (её температура равна 30 тысяч градусов) и в пятьсот тысяч раз ярче Солнца. Убегающая звезда α Жирафа создаёт головную ударную волну, которая распространяется со скоростью 60 км/с и сжимает межзвёздную среду на своём пути. Головная волна отстоит от самой звезды примерно на десять световых лет. Звезда испускает также мощный звёздный ветер. Астрономы долго полагали, что α Жирафа была выброшена из ближайшего скопления молодых горячих звёзд вследствие гравитационного взаимодействия с другими членами скопления. Согласно другой гипотезе, звезда могла приобрести скорость (вылетев из двойной системы) в результате взрыва массивной звезды-компаньона как сверхновой.

### Убегающая звездаζ Змееносца

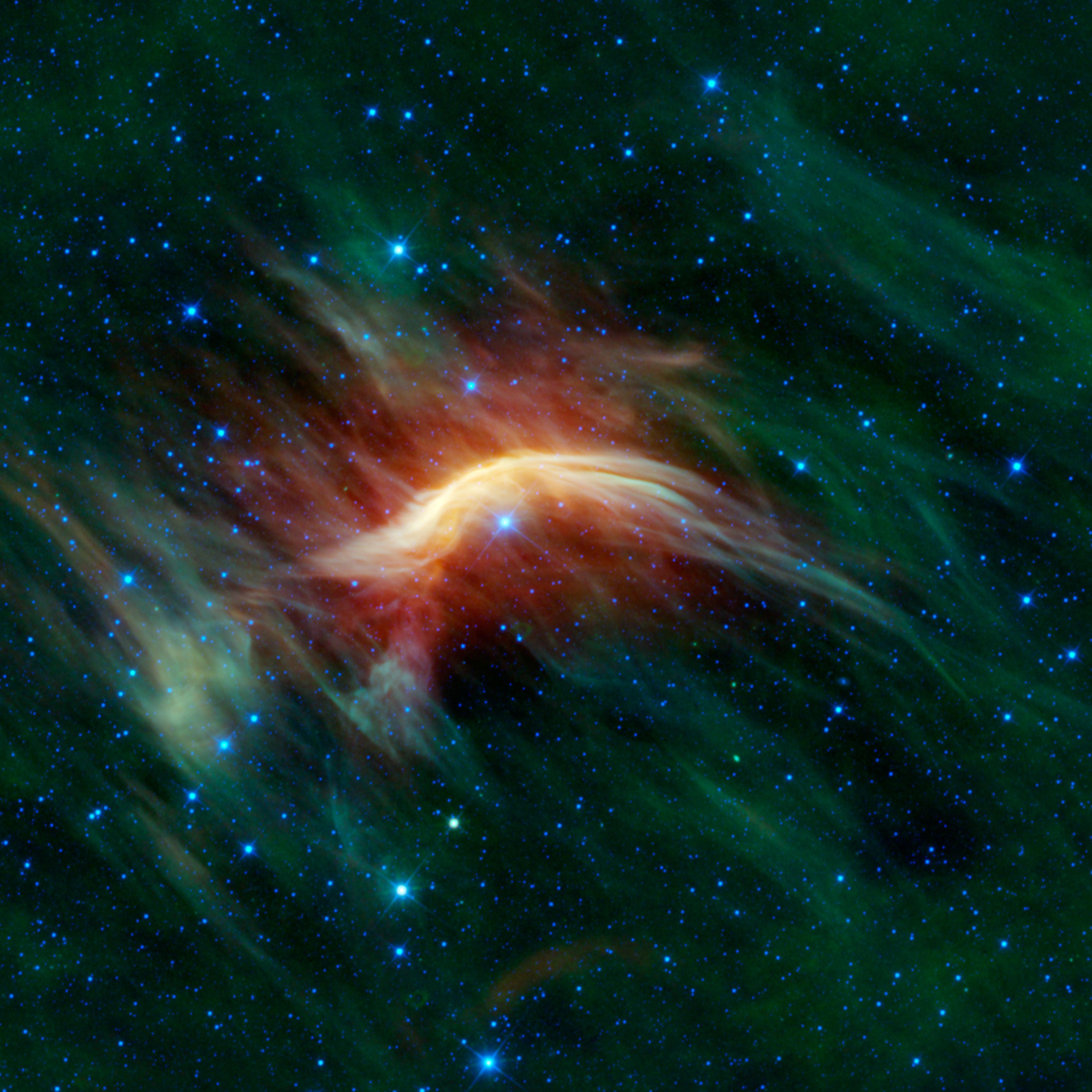
Инфракрасное изображение головной ударной волны (жёлтая дуга), созданной звездой-беглецом ζ Змееносца в межзвёздном облаке пыли и газа

При движении ζ Змееносца образует перед собой дугообразную волну из межзвёздного вещества, которая отлично видна на этом красочном инфракрасном снимке, сделанном космическим аппаратом WISE. На фотографии в искусственных цветах ζ Змееносца выглядит голубоватой. Она расположена вблизи центра картинки и движется вверх со скоростью 24 км/с. Масса звезды в 20 раз превышает солнечную. Сильный звёздный ветер летит впереди звезды, сжимая и нагревая межзвёздное вещество и формируя головную ударную волну. Вокруг лежат облака относительно невозмущённого вещества. Вероятно, ζ Змееносца когда-то была членом двойной звёздной системы, её компаньон был гораздо более массивным и раньше закончил свой жизненный путь. Когда звезда-компаньон взорвалась как сверхновая, катастрофически теряя при этом массу, ζ Змееносца была выметена прочь из системы. ζ Змееносца находится на расстоянии 460 световых лет от нас. Её светимость в 65 000 раз ярче Солнца. Она была бы одной из самых ярких звёзд на небе, если бы не была окружена плотной поглощающей свет средой. Данная фотография, созданная телескопом WISE, простирается на 1,5 градуса, что охватывает около 12 световых лет.

### Убегающая звезда АЕВозничего

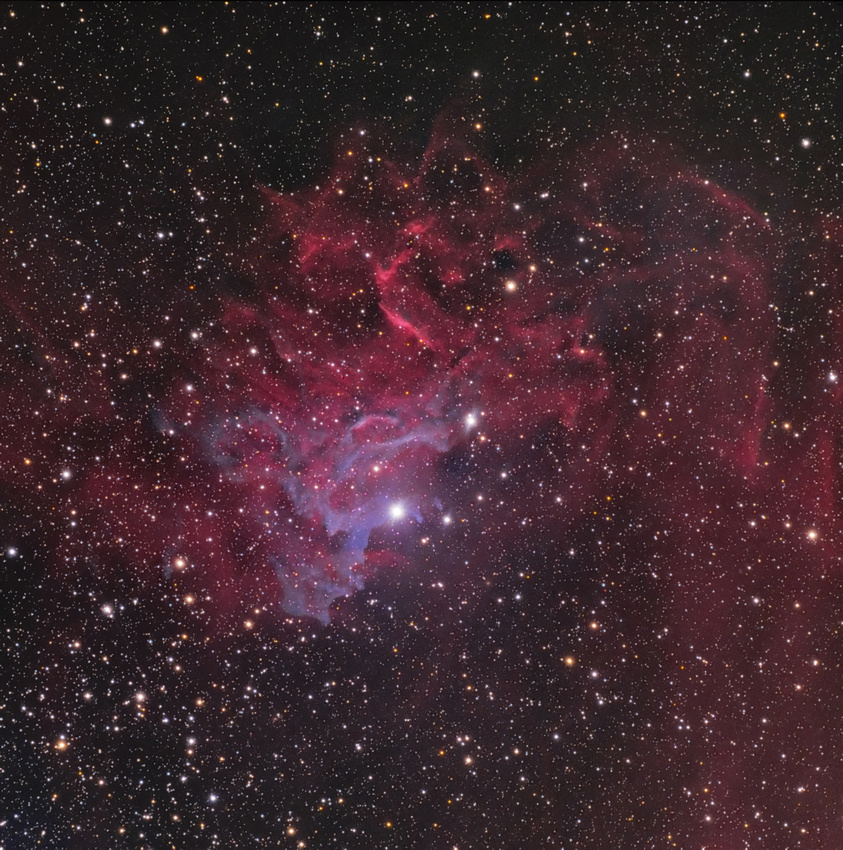
AE Возничего и Туманность пламенеющей звезды (Flaming Star Nebula). Эта чёткая детальная фотография туманности IC 405 охватывает 5 световых лет. Туманность находится на расстоянии 1 500 световых лет от нас в направлении на северное созвездие Возничего.

АЕ Возничего — яркая звезда чуть ниже и левее центра этого красочного портрета туманности IC 405, также известной под названием Туманность пламенеющей звезды. Окружённая космическим облаком горячая переменная звезда спектрального типа О своим энергичным излучением заставляет светиться водород, расположенный вдоль газовых волокон. Голубой свет звезды отражается от межзвёздной пыли. Звезда АЕ Возничего родилась совсем не в том облаке, которое она подсвечивает. Восстанавливая движение звезды в пространстве, астрономы заключили, что она, вероятнее всего, родилась в туманности Ориона около 2,7 млн лет назад. Гравитационные взаимодействия с ближайшими звёздами более двух миллионов лет назад выбили её из родных мест вместе с ещё одной О-звездой — μ Голубя. Сбежавшие звёзды дрейфовали в разных направлениях, отдаляясь друг от друга на 200 км/с. В настоящее время угловое расстояние между ними составляет 70º.

## Убегающие звёзды вассоциации OB1 Ориона
В ассоциации OB1 Ориона известны три бегущие звёзды — кроме АЕ Возничего и μ Голубя, также 53 Овна. Первые две практически одинаковые по цвету, массе и возрасту, и движутся со скоростью до 100 км/с каждая, покинув ассоциацию OB1 Ориона 2,5 млн лет назад. Астрономы Блаау и Морган в 1954 году предположили, что обе звезды приобрели столь большую скорость вследствие какого-то одного события. Джиес и Болтон в 1986 году пришли к выводу, что АЕ Возничего, μ Голубя, а также пара массивных звёзд с большими эксцентриситетами орбит под названием ι Ориона (О и В гиганты) — результат взаимодействия два-на-два, которая и вызвала появление бегущих звёзд. Ни АЕ Возничего, ни μ Голубя не показывают признаков обмена массой в прошлом (об этом судят по количеству гелия), а значит, скорее всего, причиной того, что эти две звезды выброшены из скопления, является именно динамический сценарий. Исследователи, проведя экстраполяцию в прошлое, обнаружили, что звёзды были выброшены из Трапеции Ориона около 2,7 млн лет назад.

## Взрыв сверхновой в группе Верхнего Скорпиона
В 1952 году Блаау обнаружил, что Дзета Змееносца принадлежала когда-то ассоциации ОВ2 Скорпиона. Она могла вылететь или из группы Верхнего Скорпиона 1 млн лет назад или из группы Верхнего Центавра-Волка 3 млн лет назад. Свойства ζ Змееносца (такие как количество гелия и скорость вращения), указывают на то, что она была когда-то частью тесной двойной системы. Астрономы проверили радиопульсары в радиусе 1 кпк — останки сверхновых, для которых можно надёжно измерить их относительные движения. В результате был обнаружен пульсар PSR J193211059, возрастом до 3 млн лет, который покинул группу Верхний Скорпион 1 млн лет назад с радиальной скоростью около 200 км/с. Всё это дало сильное подтверждение тому, что когда-то они были парой, и взорвавшаяся звезда выбросила ζ Змееносца в одну сторону, а сама полетела в другую.

## Звёздная эволюция в двойной системе. Компактные спутники убегающих звёзд
Около половины из известных OB-звёзд являются членами двойных систем. Современные эволюционные сценарии для таких систем были разработаны Эдвардом ван ден Хойвелом (Ed van den Heuvel). Он понял, что в ходе эволюции тесной двойной системы, существует фаза интенсивного массообмена, в результате чего вещество перетекает с тяжёлой звезды на её более лёгкий спутник. Это имеет важные последствия для дальнейшего развития системы. Массоперенос происходит несколько миллионов лет или даже меньше, если тяжёлая, а следовательно, и наиболее быстро развивающаяся звезда увеличивается в размерах и становится сверхгигантом, во много раз большим, чем наше Солнце. Скорость переноса вещества может стать настолько большой, что это изначально тяжёлая звезда, в конце концов, становится легче, чем её компаньон. Этап массопереноса не изменит конечную судьбу сверхгиганта, и он всё равно первым из двух взорвётся как сверхновая. Важным результатом процесса массопереноса, однако, будет то, что центральный остаток после взрыва сверхновой, то есть нейтронная звезда или чёрная дыра будет оставаться гравитационно-связанным и останется на орбите вокруг OB-звезды, даже после того, как она получит высокую скорость убегания.
Таким образом, из того, что известно об эволюции тяжёлых звёзд в двойных системах, OB-звезда, которая была выброшена из OB-ассоциации взрывом сверхновой должна сопровождаться компактным звёздным остатком. Однако в прошлом многие астрономы внимательно исследовали убегающие OB-звёзды на наличие нейтронной звезды или чёрной дыры, но ничего подобного не было найдено. Это отрицательный результат наблюдений, очевидно, не подтверждает сценарий взрыва сверхновой. Но на основании новых наблюдений, группа астрономов, во главе с Лексом Капером (Lex Kaper) из ESO, обнаружила, что известная двойная система Vela X-1, состоящая из OB-звезды и нейтронной звезды, обладает всеми характеристиками убегающей звезды. Vela X-1 является самым ярким источником рентгеновского излучения в созвездии Парусов. Она состоит из так называемого рентгеновского пульсара, который, безусловно, является нейтронной звездой, образовавшейся в результате взрыва сверхновой и компаньона — OB-звезды.
Изображение, полученное в ESO в окрестностях сравнительно яркой OB-звезды HD 77581 и её спутника Vela X-1 (оптически невидимого) сделано на 1,54-м телескопе в обсерватории Ла-Силья, через узкополосный H-альфа фильтр ясно показывает наличие типичной ударной головной волны, таким образом, сразу же подтверждая статус этой системы как «убегающей». И самом деле, это одна из самых «совершённых» ударных волн параболической формы, которая ещё никогда так чётко не наблюдалась вокруг убегающей OB-звезды. Кроме того, ориентация ударной головной волны указывает, что система движется к северу, а место её происхождения, соответственно, должно лежать к югу от своего нынешнего положения. Именно там находится известная ОВ-ассоциация Vel OB1.
На основе измерения расстояния до Vel OB1, (около 6 000 световых лет) и наблюдаемого собственного движения и радиальной скорости HD 77581 можно вычислить, что система Vela X-1 движется со скоростью 90 км/с. С этой скоростью, HD 77581 и его компактному спутнику потребовалось бы около 2,5 млн лет, чтобы вылететь из ассоциации Vel OB1 и занять своё нынешнее положение. Это в точности соответствует ожидаемому времени, которое прошло с момента взрыва сверхновой звезды-прародительницы.